# Stečaj države
Stečaj države označava prestanak plaćanja potraživanja, ili formalnu izjavu vlade da djelomično ili u potpunosti ne može posluživati dospjela potraživanja vjerovnika. 
To je često uzrokovano trajnom neravnotežom između državnih prihoda i državne potrošnje (rashoda).
Državni stečaj proizlazi iz tri razloga:
- Zaduženost kao rezultat akumulacije proračunskih deficita
- Promjena režima ili gubitak rata, kada je nova vlada odbija priznati obveze prethodne vlade. Tako je primjerice bilo u Francuskoj 1815. i 1917. u Rusiji.
- Kolaps države, često nakon gubitka rata.

Uzroci prekomjerne državne potrošnje uključuju visoke troškove za vojsku (vojni sukob, rashode za naoružanje, visoke odštete), općenito loše gospodarstvo države (povezane s neodrživom socijalnom zaštitom i visokim kadrovskim rashodima) ili veliki izdatci države u svrhu osiguranja socijalni mir ili spašavanja banaka.

## Posljedice stečaja države
Stečaj države pogađa 
- vjerovnike: gube novac u cijelosti ili djelomično.
- gospodarstvo: državni namještenici dobivaju male plaće

Posljedice za državu su da uz stečaja oslobađa od dijela svojih financijskih obveza prema svojim različitim vjerovnicima. To naravno dovodi do smanjenja iznosa u državnom proračunu za isplatu kamate i otplate. S druge strane to za državu dugoročno znači i gubitak povjerenja: Vlada je određeno vrijeme teško (ili uz vrlo visoke kamate) dolazi do kredita na tržištu kapitala. 
- dobavljači ostaju djelomično ili potpuno bez naplate itd.)

Nakon argentinske krize 1999. – 2002. vjerovnici su izgubili do 75% posuđena sredstva. Kada je stečaj u Ekvadoru u siječnju 2009 obveznice su se prodavale su aukciji za 31% od nominalne vrijednosti.